# Eleições estaduais em São Paulo em 1978
As eleições estaduais em São Paulo em 1978 ocorreram conforme as regras do Pacote de Abril outorgado pelo Governo Ernesto Geisel: em 1º de setembro houve a via indireta e a ARENA fez o governador Paulo Maluf, o vice-governador José Maria Marin e o senador Amaral Furlan. A etapa seguinte ocorreu em 15 de novembro e nela o MDB elegeu o senador Franco Montoro e obteve as maiores bancadas entre os 55 deputados federais e 79 deputados estaduais que foram eleitos.
Engenheiro civil formado em 1954 pela Universidade de São Paulo, o empresário Paulo Maluf nasceu em São Paulo e descende de uma família com ancestrais libaneses cujo legado é a Eucatex. Eleito vice-presidente da Associação Comercial de São Paulo em 1964, Paulo Maluf assumiu a superintendência da Caixa Econômica Federal em São Paulo no ano seguinte e, graças à proximidade com o governo do presidente Artur da Costa e Silva, foi nomeado prefeito da capital paulista pelo governador Abreu Sodré em 8 de abril de 1969. Integrado aos quadros da ARENA foi secretário dos Transportes no governo Laudo Natel e em 1976 assumiu a presidência da Associação Comercial de São Paulo. Decidido a concorrer ao governo estadual, montou uma chapa dissidente e venceu Laudo Natel na convenção da ARENA tornando-se o candidato oficial do partido ao Palácio dos Bandeirantes, não obstante a predileção de Ernesto Geisel e João Figueiredo por seu adversário. A vitória de Paulo Maluf foi contestada no Tribunal Superior Eleitoral, mas a corte negou o pedido e assim o referido político foi eleito governador em 1978.
Advogado nascido em São Paulo e formado na Universidade de São Paulo, o esportista José Maria Marin custeou sua graduação como jogador de futebol chegando a atuar no São Paulo Futebol Clube. Filiado ao PRP e depois à ARENA com a vitória do Regime Militar de 1964, elegeu-se vereador na capital paulista em 1964 e 1968 sendo escolhido presidente da Câmara Municipal de São Paulo no ano seguinte. Eleito deputado estadual em 1970 e 1974, ascendeu ao cargo de vice-governador em 1978 e chegaria ao governo quando Paulo Maluf renunciou para eleger-se deputado federal em 1982, ano em que Marin tornou-se presidente da Federação Paulista de Futebol.

## Resultado da eleição para governador
O Colégio Eleitoral de São Paulo era dominado pela ARENA e nas fileiras do partido governista foram registradas vinte e quatro ausências, cinco abstenções e um voto nulo enquanto os duzentos e um delegados do MDB não compareceram à votação.
| Candidatos a governador do estado | Candidatos a vice-governador | Coligação             | Votação | Percentual |
| --------------------------------- | ---------------------------- | --------------------- | ------- | ---------- |
| Paulo Maluf ARENA                 | José Maria Marin ARENA       | ARENA (sem coligação) | 1.021   | 99,42%     |

## Biografia dos senadores eleitos

### Amaral Furlan
Natural de Sertãozinho, o advogado Amaral Furlan é graduado na Universidade de São Paulo e iniciou sua carreira política via PSD elegendo-se vereador em sua cidade natal em 1947. Eleito suplente de deputado estadual em 1950, foi convocado a exercer o mandato, sendo reeleito deputado estadual em 1954. Conquistou o mandato de deputado federal em 1958 e 1962, migrando para o MDB quando os militares impuseram o bipartidarismo e assim foi reeleito em 1966, porém uma guinada o fez ingressar na ARENA, legenda na qual renovou o mandato em 1970 e 1974. Aliado à facção partidária comandada por Paulo Maluf, foi eleito senador biônico em 1978.

### Franco Montoro
Graduado em Filosofia e Pedagogia pela Universidade de São Paulo em 1938, o professor Franco Montoro formou-se advogado naquele mesmo ano e pela referida instituição. Nascido em São Paulo, teve contato com a Ação Católica Brasileira e anos mais tarde entrou no PDC sendo eleito vereador de São Paulo em 1950, deputado estadual em 1954 e deputado federal em 1958.  Escolhido ministro do Trabalho pelo primeiro-ministro Tancredo Neves durante a fase parlamentarista do governo João Goulart, foi reeleito deputado federal em 1962 e alcançou a presidência nacional do PDC antes da extinção dos partidos políticos em 1965. Diante da nova realidade renovou o mandato via MDB em 1966 e foi eleito senador em 1970 e 1978. Ressalte-se que sua eleição como governador de São Paulo em 1982 resultou na efetivação de Fernando Henrique Cardoso como senador pelo referido estado.

## Suplente efetivado senador

### Fernando Henrique Cardoso
Nascido no Rio de Janeiro, Fernando Henrique Cardoso é formado em Sociologia na Universidade de São Paulo. Professor auxiliar da respectiva disciplina, tomou assento no corpo docente da citada universidade, onde conheceu Florestan Fernandes e Alain Touraine. Em 1961 obteve o Doutorado em Ciências Sociais na USP e nos dois anos seguintes fez pós-graduação na Universidade de Paris. Com a vitória do Regime Militar de 1964, trabalhou na Comissão Econômica para a América Latina e o Caribe e viveu em Santiago e Paris antes de retornar à Universidade de São Paulo, porém foi aposentado compulsoriamente pelo Ato Institucional Número Cinco em 1968. No ano seguinte ajudou na fundação do Centro Brasileiro de Análise e Planejamento e a seguir ministrou aulas no México, Suíça, França, Reino Unido e Estados Unidos. Descendente de uma família de militares, Fernando Henrique Cardoso é filho de Leônidas Cardoso. Em 1978 foi candidato a senador por uma sublegenda do MDB, mas perdeu a eleição e foi reposicionado como primeiro suplente de Franco Montoro.

## Resultado da eleição para senador

### Mandato biônico de oito anos
Resultado correspondente à votação obtida no Colégio Eleitoral.
| Candidatos a senador da República | Candidatos a suplente de senador       | Coligação             | Votação | Percentual |
| --------------------------------- | -------------------------------------- | --------------------- | ------- | ---------- |
| Amaral Furlan ARENA               | Ferreira Filho ARENA Dulce Braga ARENA | ARENA (sem coligação) | 1.022   | 99,51%     |

### Mandato direto de oito anos
Segundo o acervo do Tribunal Superior Eleitoral houve 7.015.602 votos nominais (77,13%), 1.154.395 votos em branco (12,69%) e 925.455 votos nulos (10,18%), resultando no comparecimento de 9.095.452 eleitores
| Candidatos a senador da República | Candidatos a suplente de senador          | Coligação             | Votação   | Percentual |
| --------------------------------- | ----------------------------------------- | --------------------- | --------- | ---------- |
| Franco Montoro MDB                | Magalhães Teixeira MDB                    | MDB (sublegenda um)   | 4.517.456 | 64,39%     |
| Fernando Henrique Cardoso MDB     | Maurício Soares MDB                       | MDB (sublegenda dois) | 1.272.416 | 18,14%     |
| Cláudio Lembo ARENA               | Blota Júnior ARENA Márcio Guimarães ARENA | ARENA (sem coligação) | 1.225.730 | 17,47%     |
| Fontes:                           |                                           |                       |           |            |

## Deputados federais eleitos
São relacionados os candidatos eleitos com informações complementares da Câmara dos Deputados.

Representação eleita
  MDB: 37
  ARENA: 18

| Deputados federais eleitos   | Partido | Votação | Percentual | Cidade onde nasceu | Unidade federativa |
| Samir Achôa                  | MDB     | 239.492 |            | Vera Cruz          | São Paulo          |
| Ademar de Barros Filho       | ARENA   | 191.880 |            | São Paulo          | São Paulo          |
| Baldacci Filho               | ARENA   | 158.972 |            | Caçapava           | São Paulo          |
| Erasmo Dias                  | ARENA   | 152.972 |            | Paraguaçu Paulista | São Paulo          |
| Ulysses Guimarães            | MDB     | 151.105 |            | Itirapina          | São Paulo          |
| Cunha Bueno                  | ARENA   | 139.019 |            | São Paulo          | São Paulo          |
| Jorge Paulo Nogueira         | MDB     | 134.241 |            | São Paulo          | São Paulo          |
| Caio Pompeu de Toledo        | ARENA   | 105.436 |            | São Paulo          | São Paulo          |
| Alberto Goldman              | MDB     | 101.863 |            | São Paulo          | São Paulo          |
| Bezerra de Melo              | ARENA   | 91.078  |            | Crateús            | Ceará              |
| Roberto Cardoso Alves        | MDB     | 90.884  |            | Aparecida          | São Paulo          |
| Alcides Franciscato          | ARENA   | 88.614  |            | Piracicaba         | São Paulo          |
| Mário Hato                   | MDB     | 88.288  |            | Vera Cruz          | São Paulo          |
| Rui Silva                    | ARENA   | 88.151  |            | Palmital           | São Paulo          |
| Athiê Jorge Coury            | MDB     | 87.226  |            | Itu                | São Paulo          |
| Natal Gale                   | MDB     | 86.860  |            | Orlândia           | São Paulo          |
| José Camargo                 | MDB     | 80.085  |            | São Roque          | São Paulo          |
| Ralph Biasi                  | MDB     | 79.699  |            | Americana          | São Paulo          |
| Walter Garcia                | MDB     | 78.747  |            | Santo André        | São Paulo          |
| Carlos Nelson                | MDB     | 77.717  |            | Mogi Guaçu         | São Paulo          |
| João Cunha                   | MDB     | 70.282  |            | Ribeirão Preto     | São Paulo          |
| Maluly Neto                  | ARENA   | 69.140  |            | Fartura            | São Paulo          |
| Antônio Russo                | MDB     | 64.969  |            | São Caetano do Sul | São Paulo          |
| Airton Soares                | MDB     | 64.818  |            | Pirajuí            | São Paulo          |
| Antônio Zacarias             | MDB     | 59.682  |            | Passos             | Minas Gerais       |
| Gioia Júnior                 | ARENA   | 59.132  |            | Campinas           | São Paulo          |
| Audálio Dantas               | MDB     | 58.602  |            | Tanque d'Arca      | Alagoas            |
| Otacílio de Almeida          | MDB     | 55.489  |            | Tietê              | São Paulo          |
| Israel Dias Novaes           | MDB     | 54.707  |            | Avaré              | São Paulo          |
| Del Bosco Amaral             | MDB     | 53.616  |            | Santos             | São Paulo          |
| Horácio Ortiz                | MDB     | 52.724  |            | Redenção da Serra  | São Paulo          |
| Francisco Rossi              | ARENA   | 51.853  |            | Caçapava           | São Paulo          |
| Francisco Leão               | MDB     | 48.763  |            | Arceburgo          | Minas Gerais       |
| Diogo Nomura                 | ARENA   | 48.586  |            | Registro           | São Paulo          |
| Aurélio Peres                | MDB     | 47.073  |            | Bilac              | São Paulo          |
| Herbert Levy                 | ARENA   | 44.932  |            | São Paulo          | São Paulo          |
| Cardoso de Almeida           | ARENA   | 44.580  |            | São Paulo          | São Paulo          |
| Salvador Julianelli          | ARENA   | 44.389  |            | São Paulo          | São Paulo          |
| Santilli Sobrinho            | MDB     | 44.176  |            | Mineiros do Tietê  | São Paulo          |
| Freitas Nobre                | MDB     | 42.667  |            | Fortaleza          | Ceará              |
| Ruy Codo                     | MDB     | 42.596  |            | Santa Gertrudes    | São Paulo          |
| João Arruda                  | MDB     | 42.381  |            | São Paulo          | São Paulo          |
| Pacheco Chaves               | MDB     | 41.715  |            | São Paulo          | São Paulo          |
| Benedito Marcílio            | MDB     | 41.279  |            | Serra Negra        | São Paulo          |
| Sílvio Lopes                 | ARENA   | 40.635  |            | Santos             | São Paulo          |
| José Coimbra                 | MDB     | 39.639  |            | Coxim              | Mato Grosso do Sul |
| Cantídio Sampaio             | ARENA   | 38.020  |            | São Paulo          | São Paulo          |
| Antônio Morimoto             | ARENA   | 37.431  |            | Promissão          | São Paulo          |
| Flávio Chaves                | MDB     | 36.545  |            | Casa Branca        | São Paulo          |
| Airton Sandoval              | MDB     | 36.458  |            | Itirapuã           | São Paulo          |
| Tidei de Lima                | MDB     | 35.588  |            | Bauru              | São Paulo          |
| Jairo Maltoni                | MDB     | 34.806  |            | Ribeirão Preto     | São Paulo          |
| Otávio Torrecilla            | MDB     | 34.094  |            | Gália              | São Paulo          |
| Roberto de Carvalho          | MDB     | 33.904  |            | Barretos           | São Paulo          |
| Adalberto Camargo            | MDB     | 33.332  |            | Araraquara         | São Paulo          |
| Fontes:!colspan="6"\|Fontes: |         |         |            |                    |                    |

## Deputados estaduais eleitos
Estavam em jogo 79 vagas na Assembleia Legislativa de São Paulo.

Representação eleita
  MDB: 53
  ARENA: 26

| Deputados estaduais eleitos | Partido | Votação | Percentual | Cidade onde nasceu     | Unidade federativa |
| Nodeci Nogueira             | MDB     | 139.737 |            | São Paulo              | São Paulo          |
| Robson Marinho              | MDB     | 75.767  |            | Belo Horizonte         | Minas Gerais       |
| Manoel Oliveira Sala        | MDB     | 72.762  |            | São Paulo              | São Paulo          |
| Eduardo Suplicy             | MDB     | 70.377  |            | São Paulo              | São Paulo          |
| Marcos Cortes               | MDB     | 66.125  |            | Guarulhos              | São Paulo          |
| Fausto Rocha                | ARENA   | 61.691  |            | São Paulo              | São Paulo          |
| Nabi Abi Chedid             | ARENA   | 60.860  |            | Ramarith               | Líbano             |
| Vanderlei Macris            | MDB     | 58.384  |            | Americana              | São Paulo          |
| José Silveira Sampaio       | MDB     | 55.865  |            | Rio Claro              | São Paulo          |
| Artur Alves Pinto           | ARENA   | 55.827  |            | São Paulo              | São Paulo          |
| Wadih Helu                  | ARENA   | 54.332  |            | Tatuí                  | São Paulo          |
| Antônio Rezk                | MDB     | 53.434  |            | Marília                | São Paulo          |
| Antônio Salim Curiati       | ARENA   | 52.974  |            | Avaré                  | São Paulo          |
| Fernando Morais             | MDB     | 49.607  |            | Mariana                | Minas Gerais       |
| Franco Baruselli            | MDB     | 46.080  |            | Cerveno                | Itália             |
| Reginaldo Valadão           | MDB     | 45.717  |            | Osasco                 | São Paulo          |
| João Gilberto Sampaio       | MDB     | 45.332  |            | Jardinópolis           | São Paulo          |
| Geraldo Menezes             | ARENA   | 42.682  |            | Ribeirão Preto         | São Paulo          |
| Marcelino Machado           | ARENA   | 42.357  |            | Ribeirão Preto         | São Paulo          |
| Sérgio Morinaga             | MDB     | 41.766  |            | Osvaldo Cruz           | São Paulo          |
| Ademar de Barros            | ARENA   | 41.587  |            | Olímpia                | São Paulo          |
| Osmar Ribeiro Fonseca       | MDB     | 40.333  |            | Curaçá                 | Bahia              |
| Fernando Zuppo              | ARENA   | 39.786  |            | Garça                  | São Paulo          |
| Walter Leme Soares          | ARENA   | 39.688  |            | Presidente Prudente    | São Paulo          |
| Roberto Purini              | MDB     | 39.581  |            | Poloni                 | São Paulo          |
| Hélio Rosas                 | MDB     | 39.264  |            | Pindamonhangaba        | São Paulo          |
| Walter Mendes               | MDB     | 39.166  |            | Cesário Lange          | São Paulo          |
| Mário Rocha                 | MDB     | 39.148  |            | Campinas               | São Paulo          |
| Álvaro Fraga                | ARENA   | 39.024  |            | Dracena                | São Paulo          |
| André Benassi               | MDB     | 37.608  |            | Jundiaí                | São Paulo          |
| José Felício Castellano     | ARENA   | 37.495  |            | Rio Claro              | São Paulo          |
| Luiz Carlos Santos          | MDB     | 37.291  |            | Araxá                  | Minas Gerais       |
| Antônio Carlos Mesquita     | MDB     | 36.599  |            | Limeira                | São Paulo          |
| José Storópoli              | MDB     | 36.344  |            | Guarulhos              | São Paulo          |
| Edson Tomaz de Lima         | MDB     | 36.049  |            | São Paulo              | São Paulo          |
| Flávio Bierrenbach          | MDB     | 35.432  |            | São Paulo              | São Paulo          |
| Abrahim Dabus               | ARENA   | 34.854  |            | Avaré                  | São Paulo          |
| Armando Pinheiro            | ARENA   | 34.827  |            | São Paulo              | São Paulo          |
| Rubens Lara                 | MDB     | 34.591  |            | São Paulo              | São Paulo          |
| Delfim Cerqueira Neves      | ARENA   | 34.181  |            | Tatuí                  | São Paulo          |
| Jairo Ribeiro de Matos      | ARENA   | 33.982  |            | Piracicaba             | São Paulo          |
| Benedito Ferreira de Campos | MDB     | 33.822  |            | Pilar do Sul           | São Paulo          |
| Célio dos Santos            | MDB     | 33.478  |            | São Bernardo do Campo  | São Paulo          |
| Ricardo Izar                | ARENA   | 33.440  |            | São Paulo              | São Paulo          |
| Vicente Botta               | MDB     | 33.253  |            | São Carlos             | São Paulo          |
| Ivan Espíndola de Ávila     | MDB     | 33.000  |            | Santos                 | São Paulo          |
| José Eduardo Rodrigues      | MDB     | 32.957  |            | São José dos Campos    | São Paulo          |
| Oscar Yazbek                | MDB     | 32.885  |            | Embu das Artes         | São Paulo          |
| Archimedes Lammoglia        | ARENA   | 32.601  |            | Salto                  | São Paulo          |
| Marco Antônio de Oliveira   | ARENA   | 32.576  |            | São Paulo              | São Paulo          |
| Evandro Mesquita            | MDB     | 32.227  |            | Guarujá                | São Paulo          |
| José Yunes                  | MDB     | 32.091  |            | São Paulo              | São Paulo          |
| Fauze Carlos                | ARENA   | 31.687  |            | Catiguá                | São Paulo          |
| Almir Pazzianotto           | MDB     | 30.737  |            | Capivari               | São Paulo          |
| Renato Cordeiro             | ARENA   | 30.625  |            | Birigui                | São Paulo          |
| Emílio Justo                | MDB     | 30.569  |            | Santos                 | São Paulo          |
| Irma Passoni                | MDB     | 30.438  |            | Concórdia              | Santa Catarina     |
| Wanderlei Simionato Doenha  | MDB     | 29.757  |            | São João da Boa Vista  | São Paulo          |
| José Bustamante             | MDB     | 29.674  |            | São Paulo              | São Paulo          |
| Sílvio Benito Martini       | ARENA   | 29.546  |            | Araraquara             | São Paulo          |
| Januário Mantelli Neto      | ARENA   | 29.651  |            | São Paulo              | São Paulo          |
| Geraldo Augusto Siqueira    | MDB     | 29.449  |            | São Paulo              | São Paulo          |
| Mauro Bragato               | MDB     | 29.417  |            | Promissão              | São Paulo          |
| Jihei Noda                  | MDB     | 28.986  |            | Saga                   | Japão              |
| Waldemar Lopes Ferraz       | ARENA   | 28.196  |            | Olímpia                | São Paulo          |
| Waldemar Chubaci            | ARENA   | 28.156  |            | Jaborandi              | São Paulo          |
| Hatiro Shimomoto            | ARENA   | 27.953  |            | Katsuura               | Japão              |
| João Batista Breda          | MDB     | 27.641  |            | Itapira                | São Paulo          |
| Marco Aurélio Ribeiro       | MDB     | 26.775  |            | Sorocaba               | São Paulo          |
| Luís Benedito Máximo        | MDB     | 26.565  |            | Jacareí                | São Paulo          |
| Walter Auada                | MDB     | 26.172  |            | Campinas               | São Paulo          |
| Luís Sérgio Santos          | MDB     | 26.128  |            | Santo André            | São Paulo          |
| Francisco Dias              | MDB     | 25.982  |            | Baturité               | Ceará              |
| Theodosina Rosário Ribeiro  | MDB     | 25.436  |            | Barretos               | São Paulo          |
| Agenor Lino de Matos        | MDB     | 25.400  |            | Ipaussu                | São Paulo          |
| Edson Adalberto Real        | MDB     | 24.740  |            | Santo André            | São Paulo          |
| Milton José Baldochi        | MDB     | 24.572  |            | São José da Bela Vista | São Paulo          |
| Doreto Campanari            | MDB     | 24.315  |            | Marília                | São Paulo          |
| Goro Hama                   | MDB     | 24.179  |            | São Paulo              | São Paulo          |
| Fontes:                     |         |         |            |                        |                    |